# فيليب لوكاس (لاعب هوكي الجليد)
فيليب لوكاس (بالألمانية: Philipp Lukas)‏ هو لاعب هوكي الجليد نمساوي، ولد في 4 ديسمبر 1979 في فيينا في النمسا.

## وصلات خارجية
- فيليب لوكاس على موقع EliteProspects.com (الإنجليزية)
- فيليب لوكاس على موقع Eurohockey.com (الإنجليزية)
- فيليب لوكاس على موقع HockeyDB.com (الإنجليزية)